# 维特里蒙
维特里蒙（法語：Vitrimont，法語發音：[vitʁimɔ̃]）是法国默尔特-摩泽尔省的一个市镇，位于该省东南部，属于吕内维尔区。

## 地理
维特里蒙（48°36'3"N, 6°26'23"E）面积11.85 平方千米，位于法国大東部大區默尔特-摩泽尔省，该省份为法国东北部内陆省份，是洛林的一部分，北邻比利时、卢森堡，北起顺时针与摩泽尔省、下莱茵省、孚日省和默兹省接壤。
与维特里蒙接壤的市镇（或旧市镇、城区）包括：昂特吕、布兰维尔叙洛、达姆勒维耶尔、德克斯维尔、吕内维尔、默尔特河畔蒙、雷安维莱。

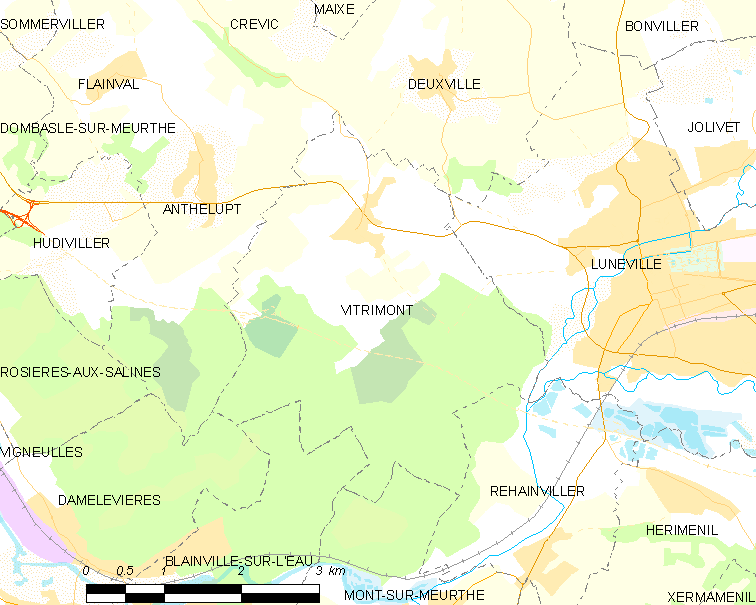
维特里蒙的OSM定位图

维特里蒙的时区为UTC+01:00、UTC+02:00（夏令时）。

## 行政
维特里蒙的邮政编码为54300，INSEE市镇编码为54588。

## 政治
维特里蒙所属的省级选区为吕内维尔第一县。

## 人口

1962-2008年间维特里蒙人口变化图示

维特里蒙于2022年1月1日时的人口数量为387人。